# 1842
Cette page concerne l'année 1842 (MDCCCXLII en chiffres romains) du calendrier grégorien.
L'année 1842 est une année commune qui commence un samedi.

## Événements

### Afrique
- 30 janvier, Algérie : Bugeaud prend Tlemcen[1].
- 10 février : Traité de Grand-Bassam. Installation de comptoirs français en Côte d'Ivoire[2].
- 19 février : début des opérations du général Bedeau à la frontière du Maroc. Soumission de Nedroma[1].

- 31 mars : le ministre français des Affaires étrangères François Guizot énonce devant la Chambre la « politique des points d’appuis » en Afrique. La France se lance activement dans la création de postes militaires sur la Côte d'Ivoire (Assinie, Grand-Bassam, Dabou) et au Gabon[3].
- Mars-avril, Algérie : Bugeaud met le pays à feu et à sang entre la Mitidja et Cherchell[4].

- 4 mai : les Britanniques occupent à nouveau Port-Natal[5].
- 14 mai-9 juin, Algérie : campagne du Chelif, de Mostaganem à Blida, menée par le général Changarnier. Pour la première fois, des communications terrestres sont établies entre Alger et Oran (30 mai)[1].
- 23-24 mai : victoire boer sur les Britanniques à la bataille de Congella en Afrique du Sud. Les Boers assiègent Port-Natal mais la ville est secourue par des renforts le 25 juin[5].

- 6 octobre : premiers missionnaires rhénans à Windhoek dans le Sud-Ouest africain (Franz Heinrich Kleinschmidt et Hugo Hahn)[6].

- Novembre : Ali, fils de Mohammed Bello, prend le pouvoir à Sokoto à la mort d’Atikou (fin le 21 octobre 1859)[7]. Son règne est marqué par des révoltes et des attaques incessantes contre les territoires soumis par les Peuls, en particulier contre le Gobir et la région de Maradi. Les cités qui composent l’empire reprennent leur indépendance en reconnaissant d’une façon nominale l’autorité du commandeur des croyants établi à Sokoto.

### Amérique
- 1er mai : Pierre II du Brésil signe un décret de dissolution de l’Assemblée, en application de son pouvoir modérateur, causant les troubles de la Révolution libérale dès le 17 mai à Sorocaba[8].
- 19 mai, États-Unis : rébellion de Dorr dans le Rhode Island[9].
- 7 juin : la paix est signée à Acera entre la Bolivie et le Pérou[10].
- 22 juillet : le général Juan Francisco de Vidal est proclamé président du Pérou à Cuzco en concurrence avec Manuel Menéndez[10].
- 9 août : traité Webster-Ashburton, qui fixe la frontière nord-est entre les États-Unis et le Canada[11].
- 14 août : fin de la seconde Guerre séminole[12].
- 17 août : le général Juan Crisóstomo Torrico dépose Manuel Menéndez et se fait proclamer président du Pérou à Lima[10].
- 20 août, Brésil : bataille de Santa Luzia[13] ; 3 000 rebelles sont écrasés par le duc de Caxias au Minas Gerais, ainsi que 1 500 révoltés à São Paulo. Fin de la révolution libérale au São Paulo et à Minas Gerais pour protester contre l’investiture d’un cabinet conservateur et le retour à la centralisation. Les libéraux fondent le club des patriarches invisibles, qui aura des ramifications dans tout le pays.

- 17 octobre : bataille de Agua Santa, près de Pisco, au Pérou, entre les forces du général Juan Crisóstomo Torrico et celles de Juan Francisco de Vidal, dans l'anarchie militaire qui a éclaté après la mort du président Agustín Gamarra à la bataille d'Ingavi. Vidal, victorieux, préside le Pérou jusqu’au 15 mars 1843[10].

- 27 novembre, Paraguay : le Congrès réitère la proclamation de l’indépendance. Début de la dictature de Carlos Antonio López[14]. Il rompt avec la politique de son oncle Rodriguez de Francia. Il rouvre le Paraguay aux étrangers et le dote d’un centre sidérurgique qui lui permettra de mettre sur pied une armée bien équipée.

### Asie et Pacifique
- 6-13 janvier 1842, première guerre anglo-afghane : bataille de Gandamak. les Britanniques se retirent d’Afghanistan.  Leur armée est totalement détruite par les Afghans près de Jalalabad,  sur  la  passe de Khyber[15].
- 28 février : Lord Ellenborough remplace Lord Auckland comme gouverneur général des Indes. Il prépare la contre-offensive en Afghanistan[16].
- 5 avril : le roi d'Afghanistan Shah Shuja est mis à mort[17].

- 25 mai, Tibet : intronisation de Khendrup Gyatso, onzième dalaï-lama, né le 19 décembre 1838 (fin en 1856)[18].

- 1er mai-12 juin : l’amiral français Dupetit-Thouars annexe les îles Marquises et met fin aux luttes tribales[19].

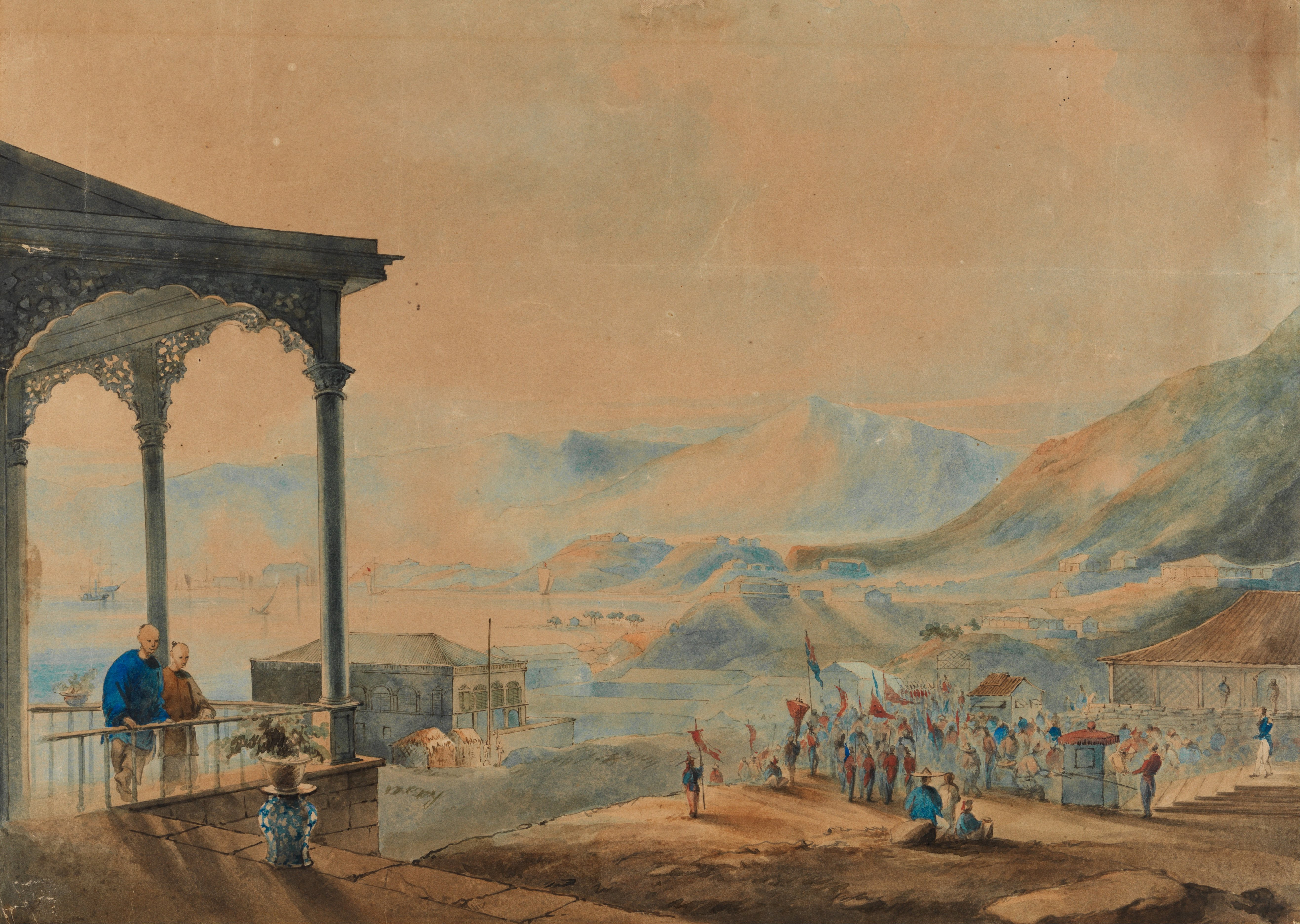
29 août : traité de Nankin

- 29 août : signature du traité de Nankin, qui met fin à la première guerre de l’opium après la défaite de la Chine et ouvrant le pays à l’influence étrangère. Cinq ports sont ouverts aux Européens (Canton, Amoy, Fou-tcheou, Ning-po, Shanghai) et Hong Kong est cédé au Royaume-Uni pour une durée de 150 ans. Les Britanniques obtiennent une indemnité de guerre de 12 millions de dollars[20]. C’est le premier des « traités inégaux ».
- Août : au Japon, la défaite de la Chine pousse le shogounat à assouplir sa politique de fermeture : les seigneurs sont autorisés à ravitailler les vaisseaux étrangers en bois et en eau[21].

- 9 septembre : Dupetit-Thouars place Tahiti sous protectorat français[22].
- 17 septembre : un traité de paix met fin aux guerres dogras entre le Tibet et le Ladakh[23].

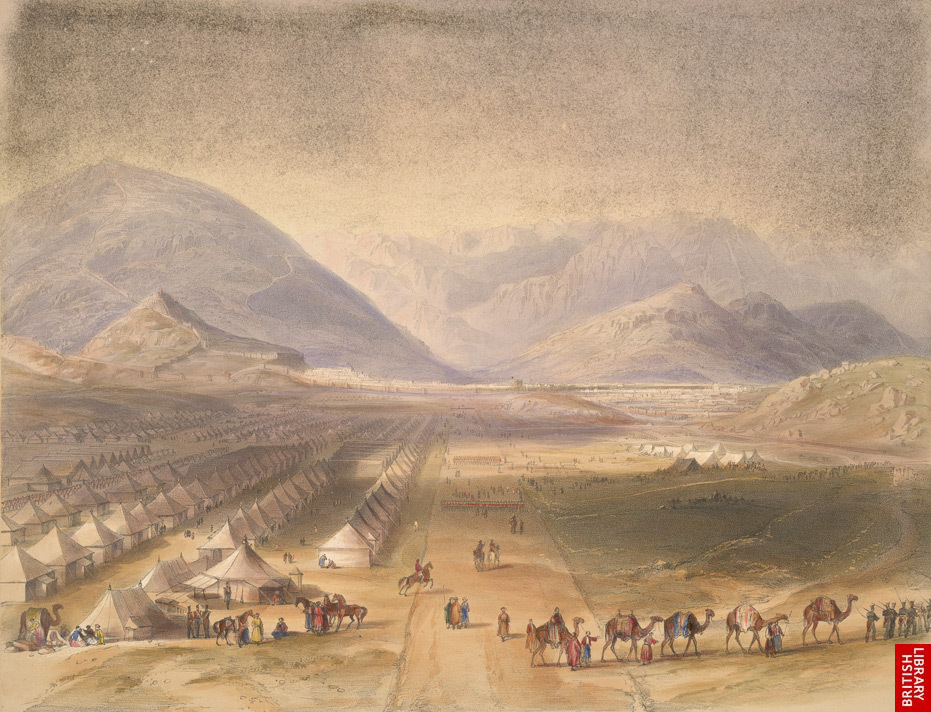
Septembre : les troupes info-britanniques devant Kaboul.

- 21 septembre-12 octobre : une expédition punitive britannique occupe Kaboul, fait sauter le Bazar et d’autres édifices de la ville et se retire[16]. Fin de la première guerre anglo-afghane.
- 1er novembre : massacre de l'équipage du Star commandé par Thomas Ebrill à l'île des Pins en Nouvelle-Calédonie[24].
- 4 novembre : un traité de protectorat est signé entre le capitaine de corvette Mallet pour la France et le roi de Wallis Lavelua[25].

- Décembre : Dost Mohammed est rétabli sur son trône d’Afghanistan et traite avec les Britanniques contre les Persans[15].

- Tension aux frontières turco-persanes. Le wali kurde de Ardalan rassemble ses cavaliers pour soutenir, en vain, le pacha de Sulaimanya. Le chah mobilise, mais sous l’intervention diplomatique russo-anglaise, le climat s’apaise[26].

### Europe
- 1er janvier : fondation du journal de Cologne, Rheinische Zeitung (la Gazette rhénane), de tendance démocratique. Le 15 octobre, Karl Marx en devient rédacteur en chef révolutionnaire[27]. Les autorités prussiennes font interdire le journal et poussent Marx à quitter le pays pour la France (dernier numéro le 31 mars 1843)[28].

- 27 janvier : le gouvernement septembriste est renversé au Portugal à la faveur d’un mouvement insurrectionnel parti de Porto. Costa Cabral devient président du conseil et le 10 février, il restaure la Charte de 1826[29]. Début de la dictature des frères Cabral (1842-1846) : libéralisme privilégiant les intérêts de la bourgeoisie marchande ou de la nouvelle aristocratie enrichie par l’achat des biens nationaux. Les chartistes veulent maintenir le pays dans le marché international, en sauvant les restes de l’empire colonial.

- 27 avril (15 avril du calendrier julien) : nouveau statut du Conseil d’État en Russie, dont les pouvoirs diminuent encore[30].

- 2 mai, Royaume-Uni : la deuxième pétition chartiste (3 millions de signatures) est rejetée[31]. Elle dénonce les conditions de travail, les salaires misérables, la loi de 1834 sur les pauvres et le train de vie de la famille royale. De nouvelles grèves éclatent, réprimées avec énergie.

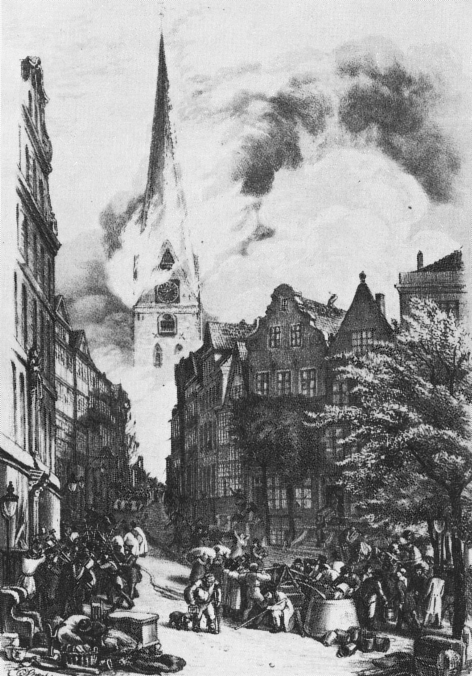
5-8 mai : incendie de Hambourg.

- 5 mai - 8 mai : l'incendie de Hambourg détruit le tiers du centre historique de la ville.

- 8 mai : un accident de chemin de fer sur la ligne Paris - Versailles fait 52 victimes, dont l’explorateur Dumont d’Urville et sa famille[32].

- 11 juin : loi relative aux chemins de fer en France[33].
- 13 juin, France : dissolution de la Chambre des députés[34]. Les élections législatives, fixées au 9 juillet[35], sont un succès relatif pour Louis-Philippe et pour Guizot.

- 13 juillet : mort du duc d’Orléans dans un accident de voiture[36].
- 26 juillet, France : réunion des Chambres en session extraordinaire pour régler la question de la régence[37].

- Juillet - août : grève générale au Royaume-Uni.

- 10 août : une loi, proposée par Lord Ashley, interdit le travail des femmes et des enfants de moins de dix ans dans les mines du Royaume-Uni.
- 30 août, France : loi fixant l’organisation de la régence[37].

- 15 octobre : The Nation, organe du mouvement patriotique Jeune Irlande, est fondé par le poète romantique Thomas Osborne Davis.
- 13 novembre : révolte de Barcelone[37].

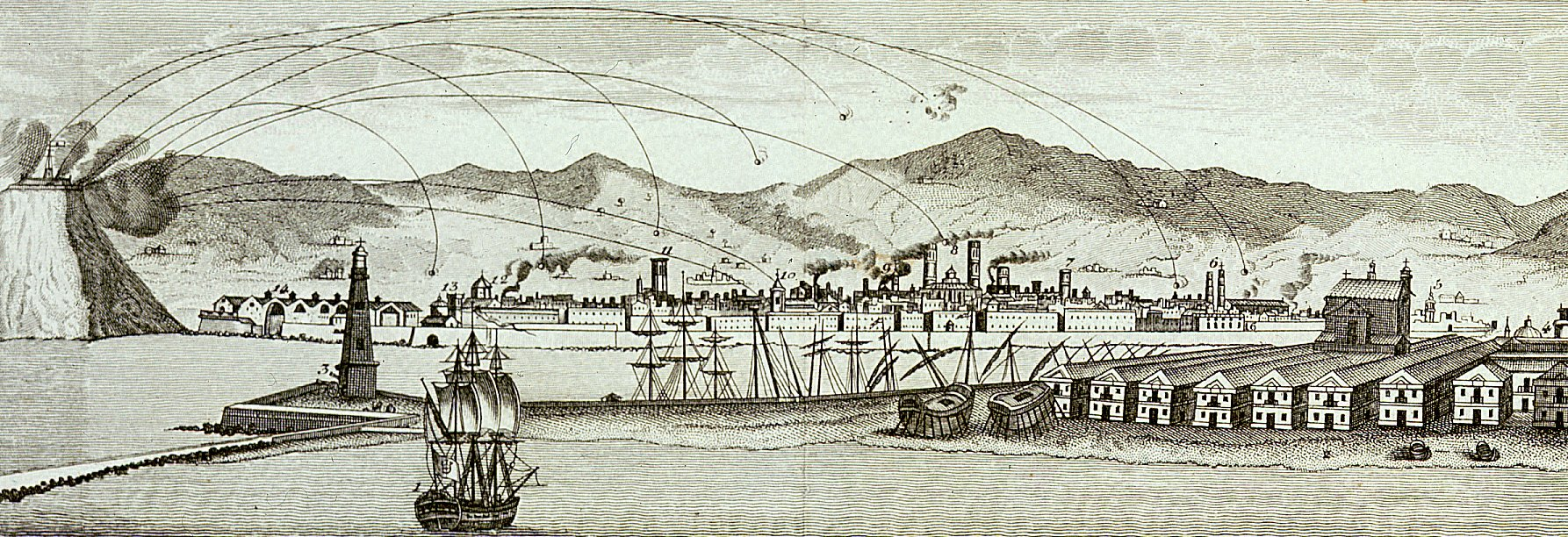
3 décembre : bombardement de Barcelone.

- 3 décembre : sur ordre d'Espartero, Van Halem bombarde Barcelone[37]. La ville se rend le 4. 300 miliciens et bourgeois sont passés par les armes. Fin de l’insurrection espagnole.

## Naissances en 1842
- 3 janvier : Alfred Louis Vigny Jacomin, peintre français († 8 mars 1913).
- 10 janvier : Édouard Sayous, essayiste et historien français († 19 janvier 1898).
- 13 janvier :
  - Firmin Bernicat, compositeur d'opérettes français († 5 mars 1883).
  - Franklin Távora, romancier, journaliste, homme politique, avocat et dramaturge brésilien († 18 août 1888).
- 15 janvier : Paul Lafargue, gendre de Karl Marx, écrivain et homme politique socialiste français († 25 novembre 1911).
- 18 janvier : Onorato Caetani, homme politique italien († 2 septembre 1917).
- 22 janvier : l'abbé Alta, écrivain et ecclésiastique français († 3 décembre 1933).
- 24 janvier : Bruno Chimirri, homme politique italien († 28 octobre 1917).
- 26 janvier : François Coppée, poète et écrivain français († 23 mai 1908).
- 28 janvier : Alexandre-Jacques Chantron, peintre français († 3 janvier 1918).
- 29 janvier : Paul Émile Sautai, peintre d'histoire français († 20 novembre 1901).
- 30 janvier : Albert Charpin, peintre français († 7 mars 1924).

- 1er février :
  - Robert Cowie, médecin et écrivain britannique († 1er mai 1874).
  - Oleksa Novakivskyi, peintre russe († 19 février 1914).
- 3 février : Pierre-Paul-Léon Glaize, peintre français († 7 juillet 1931).
- 6 février : 
  - Jean-Baptiste Gabarra, religieux catholique et historien local français († 3 juin 1925).
  - Alfred Dodds, général Français († 17 juillet 1922).
- 14 février :
  - Conrad Wise Chapman, peintre américain († 10 décembre 1910).
  - Henri Kling, corniste et compositeur français († 2 mai 1918).
- 16 février : Nelson Baker, prêtre catholique américain, vénérable († 29 juillet 1936).
- 24 février : Ernest Quost, peintre français († 24 mars 1931).
- 25 février : Karl May, écrivain allemand († 30 mars 1912).
- 26 février : Camille Flammarion, astronome français († 3 juin 1925).
- 27 février : Paul Dubufe, peintre et architecte français († 1er février 1898).

- 1er mars : Nikolaos Gysis, peintre grec († 4 janvier 1901).
- 4 mars : Constantin Henszel, médecin polonais († 17 décembre 1902).
- 11 mars : Leandro N. Alem, homme politique argentin († 10 juillet 1896).
- 12 mars : François Wohanka, compositeur et chef d'orchestre français  d'origine hongroise († 10 juillet 1895).
- 14 mars : Charles André, astronome français et fondateur de l'observatoire de Lyon († 6 juin 1912).
- 15 mars : Johannes Grimelund, peintre norvégien († 25 octobre 1917).
- 17 mars : Rosina Heikel, médecin et féministe finlandaise († 13 décembre 1929).
- 18 mars : Stéphane Mallarmé, poète français († 9 septembre 1898).
- 20 mars : Louis Eugène Sieffert, peintre français († 26 mai 1929).
- 21 mars : Maximilian Messmacher, architecte et peintre russe d'ascendance allemande († 4 septembre 1906).
- 22 mars : Mykola Lyssenko, compositeur, pianiste, chef d'orchestre et ethnomusicologue ukrainien († 6 novembre 1912).

- 9 avril : Pascual Veiga, compositeur espagnol († 12 juillet 1906).
- 11 avril : Edmond Audran, compositeur français († 17 août 1901).
- 12 avril : Élodie La Villette, peintre française († 1917).
- 16 avril :
  - Hippolyte Camille Delpy, peintre français († 5 juin 1910).
  - François Rivoire, peintre français († 7 août 1919).
- 21 avril : Jules-Alphonse Cousin, évêque de Nagasaki français († 18 septembre 1911).
- 24 avril : Paul Lecomte, peintre français († 21 mars 1920).
- 29 avril : Carl Millöcker, chef d'orchestre et compositeur d'opérettes autrichien († 31 décembre 1899).

- 5 mai : Johann Nepomuk Fuchs, compositeur et maître de chapelle autrichien puis austro-hongrois († 15 octobre 1899).
- 12 mai :
  - Jules Massenet, compositeur français († 13 août 1912).
  - José Luis Pellicer, peintre catalan († 1901).
- 13 mai : Arthur Sullivan, compositeur britannique († 22 novembre 1900).
- 25 mai : Gabriel Martin, peintre français († 12 janvier 1922).

- 3 juin : Eugen Bracht, peintre allemand († 15 décembre 1921).
- 10 juin : Jean-Jules-Antoine Lecomte du Nouÿ, peintre orientaliste et sculpteur français († 19 février 1923).
- 19 juin : Carl Zeller, compositeur et juriste autrichien puis austro-hongrois († 17 août 1898).
- 22 juin : Ernest Hamy, anthropologue et ethnologue français († 18 novembre 1908).

- 1er juillet : Henry Hoyle Howorth, homme politique, avocat plaidant et orientaliste britannique († 15 juillet 1923).
- 7 juillet : Auguste Durst, peintre français († 11 mars 1930).
- 17 juillet : Georg Ritter von Schönerer, homme politique autrichien († 14 août 1921).
- 21 juillet : Louis Tauzin, peintre paysagiste et lithographe français († 31 août 1915).
- 26 juillet : Alfred Marshall, économiste britannique († 13 juillet 1924).

- 5 août : Ferdinand Keller, peintre allemand († 8 juillet 1922).
- 10 août : Auguste-Émile Pinchart, peintre et dessinateur français († novembre 1920).
- 11 août : Claude Guillaumin, peintre et caricaturiste français († 11 mars 1927).
- 24 août : Édouard Agneessens, peintre belge († 1885).
- 28 août : Jules Trousset, encyclopédiste, historien et géographe († 1905 ?).
- 30 août : Alphonse Duvernoy, pianiste et compositeur français († 7 mars 1907).

- 6 septembre : Ernest Cady, homme politique américain († 16 février 1908).
- 9 septembre : Elliott Coues, médecin-militaire, historien, auteur et ornithologue américain († 25 décembre 1899).
- 13 septembre :
  - Guglielmo Ciardi, dessinateur et peintre italien († 5 octobre 1917).
  - Jan Puzyna de Kosielsko, cardinal polonais, évêque de Cracovie († 8 septembre 1911).
- 20 septembre : Charles Lapworth, géologue britannique († 13 mars 1920).
- 21 septembre : Abdülhamid II, sultan ottoman († 10 février 1918).
- 24 septembre : Emma Livry, danseuse française († 26 juillet 1863).

- 1er octobre :
  - Charles Cros, poète et inventeur français († 9 août 1888).
  - Auguste-René-Marie Dubourg, cardinal français, archevêque de Rennes († 22 septembre 1921).
- 4 octobre : Théodore de Broutelles, peintre français († 29 avril 1933).
- 8 octobre : Ferdinand Humbert, peintre français († 6 octobre 1934).
- 12 octobre : Adolf Marschall von Bieberstein, homme politique et diplomate allemand († 24 septembre 1912).
- 13 octobre : Antonio Pasculli, hautboïste et compositeur italien († 23 février 1924).
- 19 octobre : Francesco Cocco-Ortu, homme politique italien († 4 mars 1929).
- 23 octobre : Severino Casana, ingénieur et homme politique italien († 19 octobre 1912).
- 26 octobre : Vassili Verechtchaguine, peintre russe († 13 avril 1904).
- 28 octobre : Louis-Joseph Luçon, cardinal français, archevêque de Reims († 28 mai 1930).
- 30 octobre : Alfred Garcement, peintre français († 18 novembre 1927).

- 22 novembre : José-Maria de Heredia, poète parnassien († 2 octobre 1905).

- 7 décembre : Jules Grison, organiste et compositeur français († 19 juin 1896).
- 9 décembre : Nikolaï Karazine, homme de lettres et peintre russe († 1er janvier 1909).
- 17 décembre :
  - Nils Forsberg, peintre suédois († 8 novembre 1934).
  - Ernest Lavisse, historien français († 18 août 1922).
- 21 décembre : Benjamin Beauchamp, homme politique canadien († 3 mars 1913).
- 23 décembre : « Frascuelo » (Salvador Sánchez Povedano), matador espagnol († 8 mars 1898).
- 29 décembre : Léon Couturier, peintre français († 21 décembre 1935).
- 30 décembre : Osman Hamdi Bey, peintre et archéologue ottoman († 24 février 1910).
- 31 décembre : Giovanni Boldini, peintre et illustrateur italien († 11 janvier 1931).

- Date ionconnue :
- Süleyman Seyyit, peintre et professeur d'art ottoman († 23 septembre 1913).
- Emelina Peyrellade, écrivaine et traductrice cubaine († 1877) .

## Décès en 1842
- 7 janvier : Joseph Czerny, professeur de piano et compositeur autrichien (° 17 juin 1785).
- 10 janvier : Henri Karr, compositeur français d'origine bavaroise (° 1784).
- 18 janvier : Ludvig Manthey, pharmacien danois (° 3 juin 1769).
- 30 janvier : François-Joseph Lecat, général d'Empire, militaire français (° 18 novembre 1764).

- 5 février : Gérard Buzen, général et homme politique belge (° 22 septembre 1784).

- 9 mars : Nicolas-Gaspard Boisseau, notaire et homme politique canadien (° 10 octobre 1765).
- 15 mars : Luigi Cherubini, compositeur italien (° 14 septembre 1760).
- 19 mars : Pierre Révoil, peintre français  (° 12 juin 1776).
- 23 mars : Stendhal (Marie-Henri Beyle, dit), romancier français (° 23 janvier 1783).
- 30 mars : Élisabeth Vigée Le Brun, peintre français (° 16 avril 1755).

- ? avril : André Dutertre, peintre français (° 9 juin 1753).
- 6 avril : Johann Anton André, éditeur de musique et compositeur allemand (° 6 octobre 1775).
- 25 avril : Georges Humann, ministre français des Finances (° 6 août 1780).

- 7 mai : Jules Soliste Milscen, écrivain, poète et homme politique haïtien (° 1778).
- 8 mai : Jules Dumont d'Urville, explorateur du Pacifique (° 23 mai 1790).

- 4 juin : Georg Friedrich Treitschke, entomologiste et musicien allemand (° 29 août 1776).
- 13 juin : Felisberto Caldeira Brant, militaire, diplomate et homme politique brésilien (° 19 septembre 1772).

- 12 juillet : Charles Octave Blanchard, peintre français (° 12 août 1814).
- 17 juillet : Julius Ludwig Ideler, philologue et naturaliste allemand (° 3 septembre 1809).
- 19 juillet : Louis Benjamin Marie Devouges, peintre français (° 1770).
- 24 juillet : John Sell Cotman, peintre, graveur, et illustrateur anglais (° 16 mai 1782).
- 25 juillet : Dominique-Jean Larrey, médecin français, père de la médecine d'urgence (° 7 juillet 1766).

- 3 août : Étienne-Claude Lagueux, marchand et homme politique canadien (° octobre 1765).
- 25 août : Jérôme-Joseph de Momigny, compositeur, musicologue et homme politique français (° 20 janvier 1762).

- 5 septembre : Juan Yust, matador espagnol (° 1807).
- 15 septembre :
  - Pierre Baillot, violoniste et compositeur français (° 1er octobre 1771).
  - Francisco Morazán, homme d'État et caudillo d'Amérique centrale (° 3 octobre 1792).

- 8 octobre : Christoph Ernst Friedrich Weyse, compositeur et organiste danois (° 5 mars 1774).
- 27 octobre : Charles François Louis Delalot, homme politique français (° 17 avril 1772).

- 2 novembre : Thomas Ebrill, marchand et navigateur britannique (° ?).
- 3 novembre : Franz Clement, violoniste, pianiste et compositeur autrichien, chef d'orchestre au Theater an der Wien (° 18 novembre 1780).
- 13 novembre : Antoine Chantron, colonel et peintre français (° 1er mai 1771).
- 26 novembre : Robert Smith, homme politique américain (° 3 novembre 1757).
- 27 novembre : Benjamin Beaupré, homme d'affaires et homme politique canadien  (° 1780).

- Date précise inconnue :
- Nicolae Polcovnicul, peintre roumain (° 1788).